# SoftBank X02NK
SoftBank X02NK（ソフトバンク エックスゼロニエヌケー）は、ノキアが開発しソフトバンクモバイルが販売するW-CDMA/GSM通信方式のスマートフォン。2008年4月25日発売。

## 概要
SoftBank X02NKは、日本国外でNokia N95として発売されている機種を日本語化し、ソフトバンクモバイル向けのカスタマイズを行ったものである。
Nokia N95はマルチメディア機能にフォーカスした「Nokia Nseries」の一機種で、2006年9月27日にフィリピン・マニラで開催されたイベント「Open Studio: Explore Your Passions and Music Connects」で発表され、2007年第1四半期に出荷が開始された。2008年初頭までに全世界でおよそ700万台のN95が販売されている。尚、SoftBankでの修理受付対応は2011年12月15日で終了しており、メーカーサポートもNOKIAがそもそも日本から撤退したため終了している。

## 特徴

### デザイン
デュアルスライドデザインを採用しており、下方向にスライドするとテンキーが現れ、上方向にスライドすると、メディアプレーヤーで使われる専用のメディアキーが現れる。3.5mmオーディオ端子を搭載しているので、iPodやウォークマン用などの一般的なヘッドフォン・イヤフォンを直接接続することができる。

### カメラ
レンズにカール・ツァイスのテッサーを採用した5メガピクセルのデジタルカメラを搭載する。焦点距離は5.6mmで、35ミリフィルム換算で35mmに相当する。

### GPS
GPS機能を搭載しているが、ソフトバンクが標準サービスとして提供している「S!GPSナビ」は使用できない。代わりにNAVITIME for Smartphoneを利用して現在地の確認、目的地までの最適ルートや到着予定時刻の検索などが可能。Nokia Maps を利用してもGPS機能を利用し現在位置の測定はできるが、日本国内向けの詳細な地図データがまだ充実していないため大まかな地図しか利用できず、実質的には海外での利用が前提となる（2008年5月12日現在）。その他、Google マップや Mobile GMaps などサードパーティによる様々なSymbian用GPSアプリケーションを活用することができ、S!GPSが利用できない分をカバーできる。

### ワイヤレス
無線LAN（IEEE 802.11 b/g）を搭載し、規格上の理論値で最大54Mbpsの通信速度で無線LAN経由でのインターネット接続などを利用できる。
なお、ウェブブラウザなどのアプリケーションの使用時に指定の無線LANアクセスポイントに接続できない場合は、Windows Mobile搭載機と違ってソフトバンク3G網に自動的に接続することはなく、基本的に接続エラーとなる。
Bluetoothを搭載しており、一般的なヘッドセットプロファイルから高品質オーディオ対応のA2DPまで対応している。Bluetooth対応の入力インターフェイス機器、無線での通話や音楽再生等に幅広く活用可能。特にオーディオに関しては、Bluetoothの規格から外れた日本国内独自の著作権保護機能 (SCMS-T) を搭載していないため、一般的なBluetoothヘッドホンなどが気軽に利用できる仕様となっている。

### 加速度センサー
加速度センサーが組み込まれている。このセンサーは元々はビデオ撮影の安定のためや、写真撮影時の向き（縦位置か、横位置か）を決めるために使われていたが、最近になってノキアはアプリケーションが加速度センサーに直接アクセスできるようにした。これにより、サードパーティのソフトも出始めており、画面の向きを自動的に変えたり、電話機を空中で振ると『スター・ウォーズ』のライトセーバーのような音を出すプログラム、画面を下向きに置くと音が出なくなるプログラムなど、いろいろなものがある。

### アプリケーション
Y!ケータイは利用できないが、フルブラウザNokia Web Browserを利用できる。
Nokia Web Browserでは携帯サイトを観覧することはできないが、WebブラウザーOpera Miniを使えば携帯サイトも観覧できる。
S!メールも利用でき、絵文字にも対応している。
Symbian OS/S60に対応したネイティブアプリケーションをインストールすることによって高いカスタマイズ性を備える。これより前、ソフトバンク向けのノキア端末はSymbianかノキアに認証された電子署名入りのアプリケーションしかインストールできなかったが、この機種ではスタンダードバージョンと同じように認証がないものでもインストールできる。また、Javaアプリケーション (MIDP) にも対応している。
撮影した写真をワンクリックでSNSやブログにアップロード可能なシェアオンライン機能を搭載。日本国内ではmixiが運営する「mixi日記」とシックス・アパートのブログサービス「Vox」に対応。また、ConfigファイルをダウンロードしてインストールすることによりFlickrを利用することも可能である。
ポッドキャストプレーヤーOPMLに対応している。パソコンのiTunesからOPMLを書き出して、X02NKで利用することができる。また音楽ファイルについても、対応フォーマットであれば特に制限なく再生でき、MP3ファイルなどをそのまま着信音やアラーム音として設定することができる。

## 対応サービス/搭載機能
| 主な対応サービス/搭載機能                                  | 主な対応サービス/搭載機能          | 主な対応サービス/搭載機能          | 主な対応サービス/搭載機能 |
| ---------------------------------------------------------- | ---------------------------------- | ---------------------------------- | ------------------------- |
| PCサイトダイレクト                                         | SMS / S!メール (MMS)（絵文字対応） | Eメールクライアント（POP3、IMAP4） |                           |
| ミュージックプレイヤー MP3、AAC、eAAC+、WMA WAV、MIDI、AMR | ポッドキャストプレイヤー           | ビデオセンター                     |                           |
| Bluetooth®                                                 | 赤外線通信（IrDA）                 | 無線LAN 11b/g                      |                           |
| UPnP対応                                                   | PictBridge対応                     | GPS                                |                           |
| FMラジオ                                                   | S!ミュージックコネクト             | ボイスタグ（音声による操作）       |                           |
| 3.5mmステレオ標準プラグ                                    | TVコール                           | 世界対応ケータイ                   |                           |
| Windows Media® DRM対応                                     | 3G ハイスピード                    | ドキュメントビューア               |                           |

上記のほか、mixiテーマ機能を搭載している。